# Buscando a Frida
Buscando a Frida es una telenovela de drama policíaco y suspenso producida por Telemundo Global Studios y Argos Televisión para Telemundo en el 2021. La telenovela es una adaptación de la telenovela chilena ¿Dónde está Elisa? creada por Pablo Illanes, que a su vez Telemundo había realizado en el 2010 una versión con el mismo nombre. Se estrenó por Telemundo el 26 de enero de 2021 en sustitución de la segunda temporada de Falsa identidad, y finalizó el 24 de mayo del mismo año siendo reemplazado por Café con aroma de mujer.
Está protagonizada por Ximena Herrera, Eduardo Santamarina y Arap Bethke, junto con Alejandra Barros y Rubén Zamora en los roles antagónicos. Con Grettell Valdez, Jorge Luis Moreno, la participación especial de Roberto Ballesteros y Victoria White como Frida.

## Premisa
Las vidas de los integrantes de la familia Pons cambiarán repentinamente cuando Frida (Victoria White), desaparece misteriosamente en la noche de la fiesta de cumpleaños de su padre. Durante su desaparición, provocará entre la familia intrigas, resentimientos, peleas y secretos que saldrán a la luz, la cual pondrá en el ojo del huracán a la familia, convirtiendo a todos en sospechosos y demostrando que los Pons, no son la familia perfecta ejemplar.

## Reparto
Se publicó una lista de actores confirmados el 30 de septiembre de 2020 en un comunicado de prensa a través de la página web de NBCUniversal Media Village.

### Principales
- Eduardo Santamarina como Abelardo Pons[9]
- Ximena Herrera como Marcela Bribiesca de Pons[9]
- Arap Bethke como Martín Cabrera[9]
- Alejandra Barros como Rafaela Pons[9]
- Rubén Zamora como Salvador Terán[9]
- Fabiola Guajardo como Silvia Cantú
- Jorge Luis Moreno como Ángel Olvera[9]
- Grettell Valdez como Gabriela Pons de Carmona[9]
- Alberto Casanova como Antonio Carmona[9]
- Gloria Peralta como la fiscal Julieta Zambrano
- Karla Carrillo como Sasha Caballero
- Germán Bracco como Diego Carmona Pons[9]
- Jorge Luis Vázquez como Enrique Arteaga
- Axel Arenas como Robles
- Mayra Sierra como Amanda
- Victoria White como Frida Pons Bribiesca[9]

### Recurrentes e invitados especiales
- Ximena Martínez como Ingrid Terán Pons[9]
- Mikel Mateos como Tomás Terán Pons[9]
- Tamara Guzmán como Rosita
- Ivanna Castro como Carolina Pons Bribiesca
- Valery Sais como Laura Pons Bribiesca
- Roberto Ballesteros como Fabio Pedroza
- David Blanco como Esteban Valdés
- Mario Bustamante como Israel
- Alberto Farrés como Enrique Bolaños
- Andrea Barbier como la Sra. Bolaños
- Mónica Jiménez como la Jueza

## Producción
La producción se anunció durante el Up-front de Telemundo para la temporada en televisión del periodo 2020-21. La producción inicio grabaciones el 26 de agosto de 2020 en la Ciudad de México, bajo estrictos protocolos de higiene y seguridad ante la pandemia de COVID-19 en México. El 30 de septiembre de 2020, Telemundo lanzó un comunicado de prensa en donde se confirmó a todo su reparto, entre ellos, a sus protagonistas Ximena Herrera, Eduardo Santamarina, Arap Bethke, Alejandra Barros y Victoria White, quién personifica el personaje de Frida. La producción ejecutiva corre a cargo de Mónica Francesca Vizzi, acompañada de Sandra Velasco en la adaptación, así como Carlos Villegas, Felipe Aguilar D. y Mauricio Corredor en la dirección de escena. La producción finalizó grabaciones el 23 de diciembre de 2020.

## Audiencia
| Temporada | Horario (ET/CT)         | Episodios | Primera emisión     | Primera emisión      | Última emisión     | Última emisión       | Prom. de espectadores (millones) |
| Temporada | Horario (ET/CT)         | Episodios | Fecha               | Audiencia (millones) | Fecha              | Audiencia (millones) | Prom. de espectadores (millones) |
| --------- | ----------------------- | --------- | ------------------- | -------------------- | ------------------ | -------------------- | -------------------------------- |
| 1         | Lunes a viernes 10pm/9c | 84        | 26 de enero de 2021 | 1.20                 | 24 de mayo de 2021 | 1.40                 | 1.09                             |

## Episodios
| N.º | Título                           | Fecha de emisión original | Audiencia (millones) |
| --- | -------------------------------- | ------------------------- | -------------------- |
| 1 | «Misteriosa desaparición»        | 26 de enero de 2021       | 1.20                 |
| Llega el día del cumpleaños de Abelardo Pons, un reconocido y exitoso empresario mexicano padre de tres hijas maravillosa, entre ellas destaca la joven de 16 años de edad, Frida Pons. Frida le pide permiso a sus padres para salir a divertirse junto con sus primos, a lo cual Marcela y Abelardo acceden, sin imaginar que un permiso iniciará una pesadilla que cambiara de por vida a la familia Pons. |                                  |                           |                      |
| 2 | «El secreto de Abelardo»         | 27 de enero de 2021       | 1.09                 |
| Abelardo recibe una llamada confirmando que Frida esta en graves problemas y debe seguir con las instrucciones al pie de la letra; quieren que Abelardo sufra. Abelardo no trata de decir ni una sola palabra de la llamada que acaba de recibir. |                                  |                           |                      |
| 3 | «Sube la apuesta»                | 28 de enero de 2021       | 1.08                 |
| El comandante Martín Cabrera y su equipo de colaboradores de la fiscalía se hacen presentes, por lo que se complica la situación. Abelardo pierde el control le hecha la culpa a Cabrera por su incompetencia en el caso. Otra llamada del supuesto secuestrador pone a temblar a todos los Pons, exige más dinero o promete incrementar la intensidad de la venganza. |                                  |                           |                      |
| 4 | «Secuestro virtual»              | 29 de enero de 2021       | 0.94                 |
| Abelardo logra reconocer la voz del secuestrador, da aviso a la fiscalía y Martín junto con su gente, va detrás del secuestrador. Resulta ser Ramiro Bolaños, un ex contador que trabajaba para Abelardo y que fue despedido hace años atrás por fraude. |                                  |                           |                      |
| 5 | «La denuncia»                    | 1 de febrero de 2021      | 1.05                 |
| Toda la familia Pons lleva el caso de Frida a la televisión, pero empiezan las sospechas dentro de los integrantes de la misma familia. Marcela recuerda que Abelardo no contesta sus llamadas y duda que Diego tiene algo que ver. |                                  |                           |                      |
| 6 | «Diego es sospechoso»            | 2 de febrero de 2021      | 1.06                 |
| La policía investiga a fondo a Diego, lo revisan y descubren que este consume drogas; las dudas empiezan a comerlo vivo. Martín lo lleva a la fiscalía, lo interroga hasta presionarlo para que suelte información de la noche que Frida desapareció. |                                  |                           |                      |
| 7 | «Los primos en problemas»        | 3 de febrero de 2021      | 1.02                 |
| Los primos Diego y Tomás están en el ojo del huracán, cuando un correo electrónico y una mancha de sangre los dejan implicados a los dos. Nacen dudas sobre los primos Pons, pero lo más turbio de la situación es cuando aparece un certificado que Frida mando a la escuela para no presentarse a clases. |                                  |                           |                      |
| 8 | «Escándalo»                      | 4 de febrero de 2021      | 0.94                 |
| Los Pons quedan tanto impresionados como indignados, tras saber que un desconocido infiltró información confidencial y esta en los titulares de la prensa, destapando la polémica. Salvador le dice a la familia que el miedo se apodero de los primos Diego y Tomás, haciendo que este par se descontrole de la situación. |                                  |                           |                      |
| 9 | «De cara a la verdad»            | 5 de febrero de 2021      | 1.00                 |
| Hace un mes antes de su desaparición, Frida descubrió un secreto que utilizó para chantajear a Sasha. Esta exigió que no la trate como una idiota y que guardaría su silencio a cambio de un documento falso. |                                  |                           |                      |
| 10 | «Surgen más pistas»              | 8 de febrero de 2021      | 1.04                 |
| Después de que Marcela recibiera una llamada de Teresa Beltrán, la cual asegura haber visto a Frida, hace que La policía deba seguir un protocolo antes de ir tras la pista, haciendo que Marcela y Abelardo se desesperen mucho. |                                  |                           |                      |
| 11 | «La cabaña»                      | 9 de febrero de 2021      | 0.96                 |
| Martín y su equipo descubren una cabaña en donde encuentran rastros de ADN humano, las recolectan e investigarán si Frida estuvo en ese lugar. Martín va su terapia psicológica y confiesa más de lo que siente por la fortaleza y admiración por Marcela. |                                  |                           |                      |
| 12 | «La sombra del pasado»           | 10 de febrero de 2021     | 1.07                 |
| Abelardo cree que Martín es un incompetente para llevar a cabo el caso de Frida, acude a la fiscalía exigiendo que destituyan a Cabrera del caso. El lado machista de Abelardo sale a la luz cuando trata de alzar la voz. Marcela debe permanecer al margen con dicha postura de su esposo. |                                  |                           |                      |
| 13 | «Marcela se fuga»                | 11 de febrero de 2021     | 0.96                 |
| Sin decir adiós, ni a donde va, Marcela desaparece, se entera de cómo Martín perdió a su familia. A Abelardo lo tiene preocupado y asustado, ya que el no podría soportar otra desaparición más. La policía tiene el retrato hablado del presunto secuestrador de Frida. |                                  |                           |                      |
| 14 | «Tráfico de menores»             | 12 de febrero de 2021     | 0.96                 |
| Han pasado tres semanas de que Frida desapareció, y una reportera enciende las alarmas. Las estadísticas que comparte acerca de la trata de menores son escalofriantes, haciendo que haya luz roja entre los Pons. Abelardo la interrumpe, ahuyentándola como mosca. |                                  |                           |                      |
| 15 | «La crisis de los Pons»          | 15 de febrero de 2021     | 0.96                 |
| A raíz de que Frida desapareció, Marcela cree que no volverá a hacer la mujer de antes. Ella y Martín se ven a escondidas de nueva cuenta, pero el reacciona muy déspota y le pide a Marcela que deje de jugar a la detective. |                                  |                           |                      |
| 16 | «Una agradable sorpresa»         | 16 de febrero de 2021     | 1.00                 |
| Marcela y Abelardo están en peligro de perder su matrimonio, están muy distanciados como si estuvieran de luto pero se presenta una oportunidad en donde Marcela se pueda acercar con el de nueva cuenta. No advierten que alguien más los ve. |                                  |                           |                      |
| 17 | «Malas noticias»                 | 17 de febrero de 2021     | 0.99                 |
| Mientras los Pons se encontraban festejando el cumpleaños de Carolina, una llamada de Martín hace que salgan corriendo. El les avisa que encontraron el cuerpo de una joven con las características físicas de Frida, a lo cual, Marcela y Abelardo deben de ir a reconocer el cuerpo. |                                  |                           |                      |
| 18 | «Tentaciones»                    | 18 de febrero de 2021     | 0.82                 |
| Durante su terapia, Martín confiesa que está enamorado de Marcela. Él sabe que esa situación podría comprometer el caso de Frida y su trabajo, que es lo único que a él le queda. |                                  |                           |                      |
| 19 | «Una llamada, una esperanza»     | 19 de febrero de 2021     | 0.96                 |
| Martín y su equipo en la policía tratan de enfocarse en el motivo que justifica la desaparición de Frida Pons, un presunto secuestro y la solicitud de rescate. Pero el teléfono suena, y el mensaje que reciben es alentador. Marcela es avisada y se pone en estado de shock. |                                  |                           |                      |
| 20 | «Desconfianza»                   | 22 de febrero de 2021     | 1.04                 |
| Aparece un nuevo testigo mientras que todo apunta a que alguien de la familia Pons o muy cercano a Frida, tiene relación al caso de su desaparición. Interrogan a Enrique Arteaga pero su coartada no es muy fuerte. |                                  |                           |                      |
| 21 | «Señales de vida»                | 23 de febrero de 2021     | 0.97                 |
| Martín y su gente despliega un operativo en la casa de la familia Pons, debido a que hay razones de que Frida tratará de comunicarse con su familia de nueva cuenta. Ingrid, Tomás y Diego quieren ver la foto que enviaron de Frida. |                                  |                           |                      |
| 22 | «Las armas de Salvador»          | 24 de febrero de 2021     | 1.08                 |
| Para recuperar la batuta de su proyecto de arquitectura, Salvador tiene los recursos para hundir a su cuñado, Abelardo Pons, con una demanda. Rafaela le da a Salvador la mejor arma para acabar con el, el chantaje. |                                  |                           |                      |
| 23 | «La presión aumenta»             | 25 de febrero de 2021     | 1.00                 |
| Abelardo se encuentra acorralado, impone sus reglas y pierde el control con Salvador, su cuñado; Marcela ve la situación sin saber lo que pasa en realidad. Abelardo disimula ser un hombre de carácter fuerte, pero no aguanta más y demuestra lo contrario. |                                  |                           |                      |
| 24 | «Toma el toro por los cachos»    | 26 de febrero de 2021     | 0.96                 |
| La confesión de Abelardo tiene serías consecuencias insospechadas. Marcela asume las riendas, le reclama todas sus mentiras y también confronta a Martín, para que le diga si el sabía de la infidelidad de su esposo con Sasha. |                                  |                           |                      |
| 25 | «Se desbordan los engaños»       | 1 de marzo de 2021        | 1.03                 |
| A los Pons les llega una carta de Frida con su puño y letra, sobre una vida libre de mentiras, pero cada uno de ellos oculta algo. Mientras Marcela y Martín tienen un romance en secreto, Ángel y Antonio tienen otro. Abelardo vuelve a visitar, pero clandestinamente a Sasha. |                                  |                           |                      |
| 26 | «Es hora del canje»              | 2 de marzo de 2021        | 0.95                 |
| Cada movimiento cuenta, Marcela es citada a un parque público con el dinero para rescatar a Frida. Se les advierte claramente a los Pons, si la Policía interviene, matarán a Frida. Los Pons tras escuchar dicha advertencia, se ponen con los nervios de punta. |                                  |                           |                      |
| 27 | «Agonía que mata»                | 3 de marzo de 2021        | 1.02                 |
| Tras transcurrir varias horas, los Pons piensan que quizás el secuestrador requiere más dinero, que Frida es manipulada para que se involucre en todo esto, o hasta en el peor de los casos, que ya esté muerta. |                                  |                           |                      |
| 28 | «Los últimos cinco días»         | 4 de marzo de 2021        | 1.10                 |
| Abelardo trata de explicar de cómo llegó esa tarjeta a su cartera, pero la fiscal Cantú llega con una orden de registro a casa de los Pons. Ahora, Abelardo avanza en la lista como el principal sospechoso de la desaparición de Frida. |                                  |                           |                      |
| 29 | «Todo apunta a Abelardo»         | 5 de marzo de 2021        | 1.04                 |
| Abelardo pierde el control cuando es interrogado, le muestran un video de seguridad en donde el ve con detalle las pistas de quién entra y sale de su oficina durante su ausencia. |                                  |                           |                      |
| 30 | «Coincidencia»                   | 8 de marzo de 2021        | 1.07                 |
| Antes de su desaparición, Frida organizó un paseo en la escuela al que nunca asistió como excusa para irse a otro lado con “alguien especial”, una fotografía lo confirma. Marcela cree que Abelardo estaba en un viaje de negocios, coincidiendo con ese fin de semana. |                                  |                           |                      |
| 31 | «Soborno»                        | 9 de marzo de 2021        | 1.05                 |
| Una cita secreta tiene un propósito en particular, podría revelar quién traicionó a Abelardo. Pons está dispuesto a pagar lo que sea por confirmar su teoría. |                                  |                           |                      |
| 32 | «Reacciona Martín, reacciona»    | 10 de marzo de 2021       | 1.03                 |
| La fiscal, Abelardo Pons y el capitán Pedroza sospechan de Cabrera y su relación con Marcela, pero Cantú da la cara por Marín para responder preguntas incómodas sobre el jefe de la investigación. |                                  |                           |                      |
| 33 | «Cartas a su favor»              | 11 de marzo de 2021       | 1.05                 |
| Abelardo cuenta con el respaldo de Cantú, Rosita y un detective privado. Mientras que Marcela esta harta de que le oculten cosas, se llevará la sorpresa de su vida que nunca se imaginaría. |                                  |                           |                      |
| 34 | «Pescar en río revuelto»         | 12 de marzo de 2021       | 1.00                 |
| Las autoridades lanzan la carnada a la caña y preparan la grabadora de sonido para obtener una prueba irrefutable. Cantú y Cabrera están listos para proceder con el apoyo de la fiscal. |                                  |                           |                      |
| 35 | «Sabueso»                        | 15 de marzo de 2021       | 1.06                 |
| Abelardo cuenta con la ayuda del detective privado que sigue a Marcela a donde ella vaya, pero un dato crucial lo moviliza. Enrique trata de hacerlo entrar en razón, pero la paranoia es total. Casi tira la puerta. |                                  |                           |                      |
| 36 | «Estalla la verdad»              | 16 de marzo de 2021       | 1.11                 |
| Abelardo enfrenta a Marcela e intenta llevársela a la fuerza, pero la peor parte se la lleva el, cuando llama a Cantú para contarle todo. Martín y Marcela se sienten culpables por ocultar su romance. |                                  |                           |                      |
| 37 | «Pesquisa»                       | 17 de marzo de 2021       | 1.24                 |
| Un nuevo análisis lleva la investigación a una cámara fotográfica, hay que saber quién es el dueño para poder dar con el. Familiares y amigos de Frida entregan las suyas pero Ángel es el único que no puede hacerlo. |                                  |                           |                      |
| 38 | «Marcela, la informante»         | 18 de marzo de 2021       | 1.05                 |
| Marcela comparte la rutina diaria de Abelardo con la policía y proceden con un cateo secreto. La búsqueda de evidencia se realiza en casa de los Pons, pero incluye pruebas con luminol, rastros de ADN y polvo. |                                  |                           |                      |
| 39 | «Mano dura»                      | 19 de marzo de 2021       | 1.13                 |
| Abelardo se encuentra en un estado de salud muy favorable pero las autoridades no le darán ningún privilegio. La fiscal les asigna a Cantú y a Robles en roles muy definidos para esa misma noche. Martín Cabrera se encuentra fuera del caso de Frida. |                                  |                           |                      |
| 40 | «En el banquillo»                | 22 de marzo de 2021       | 1.10                 |
| Abelardo es trasladado a un tribunal de justicia por ser presuntamente acusado de secuestrar a su hija. La fiscal solicita ante el juez, una medida cautelar en contra de Abelardo por considerarlo como un peligro para la sociedad. Frida sufre al terminar cautiva en una cabaña, Salvador es el presunto secuestrador, y le deja en claro que ahora los planes cambiaron, ahora se hará lo que el diga. Frida llorá y empieza a recordar como comenzó su romance con su tío hasta el día que se dio por desaparecida. |                                  |                           |                      |
| 41 | «No hay vuelta atrás»            | 23 de marzo de 2021       | 0.96                 |
| Salvador llega para dejarle comida a Frida, ella ve la foto en el periódico de su padre detenido por ser su "supuesto secuestrador" y se desespera tratando de salir de la cabaña; no soporta que acusen a su padre por lo que ella provocó con su tío. Martín ve el caso desde otro ángulo. |                                  |                           |                      |
| 42 | «Las agallas del secuestrador»   | 24 de marzo de 2021       | 1.11                 |
| Abelardo tiene una coartada sobre el secuestrador, la cual, hace despertar el interés de Martin de investigar a su círculo familiar e interroga a Salvador. Rafaela le reclama a Salvador de llegar tarde en la noche y de tener una despensa oculta en su automóvil. |                                  |                           |                      |
| 43 | «El peso de las pruebas»         | 25 de marzo de 2021       | 1.02                 |
| Las evidencias que acusan a Abelardo están justificadamente planteadas y necesitaran el apoyo de Marcela, para presionar a su esposo que diga la verdad, o en un plan B, testificar en su contra en el juicio. |                                  |                           |                      |
| 44 | «Presentimiento»                 | 26 de marzo de 2021       | 1.00                 |
| Martín y Marcela vuelven a ir a la cabaña, descubren que lugar no fue escogido aleatoriamente. Ellos sospechan que la cabaña en la que se encuentran, fue pagada para despistar a la policía. Con el paso del tiempo, la reputación Abelardo Pons va en picada. |                                  |                           |                      |
| 45 | «La clave esta en Vancouver»     | 29 de marzo de 2021       | 0.97                 |
| La fiscalía para poder dar con la identidad del verdadero secuestrador, necesitarán la ayuda del dueño de la cabaña, el cual es un empresario canadiense. A Martin nada lo detiene y se aventura en buscar al empresario para dar con esa información. |                                  |                           |                      |
| 46 | «Salir de la oscuridad»          | 30 de marzo de 2021       | 1.08                 |
| Salvador se siente cada vez más presionado por su familia y tarda más en regresar a la cabaña donde tiene cautiva a Frida. Frida vive en una situación muy precaria y no tiene alimentos, por lo que idea una medida desesperada para escapar de Salvador. La fiscal Zambrano inicia una nueva orden de aprehensión para Abelardo. |                                  |                           |                      |
| 47 | «Hundido tras las rejas»         | 31 de marzo de 2021       | 1.04                 |
| Abelardo está preso y Marcela lo visita con el objetivo de que vuelva a poner los pies sobre la tierra, luego de juntarse todas las pruebas halladas en su contra. Martín interroga a Salvador Terán, sin imaginar que más tarde, Salvador empezaría a perder la cordura. |                                  |                           |                      |
| 48 | «El engaño»                      | 1 de abril de 2021        | 1.10                 |
| Salvador ya no quiere seguir en el interrogatorio con Cabrera y se las arregla para evitar que lo siga "acosando". Rafaela ata cabos y saca sus propias conclusiones sobre el comportamiento de su esposo. |                                  |                           |                      |
| 49 | «Listo para matar»               | 2 de abril de 2021        | 0.99                 |
| Salvador pierde la cordura una vez más; quema todas las evidencias que lo incriminan y prepara el arma para borrar del mapa a Frida. Martín visita a Marcela y sigue insistiendo, aunque fuera de su vida y de la investigación, el encontrará a su hija por cielo, mar y tierra. |                                  |                           |                      |
| 50 | «La confesión»                   | 5 de abril de 2021        | 1.10                 |
| Rafaela no puede creerle la verdad a Salvador, debido a que el y su sobrina están enredados en una historia de amor imposible. |                                  |                           |                      |
| 51 | «La gran noticia»                | 6 de abril de 2021        | 1.27                 |
| A las cercanías de la cabaña en donde estuvo cautiva, Frida es rescatada con vida y llevada a un hospital por el propio Martín Cabrera, debido a la gravedad de sus lesiones. Salvador se pone intranquilo de que Frida pueda despertar y contar la verdad. |                                  |                           |                      |
| 52 | «Mensaje a mi padre»             | 7 de abril de 2021        | 1.14                 |
| Durante su cautiverio, Frida le escribió a su padre una carta que no solo habla del amor que se tienen padre e hija, por lo cual, termina siendo evidencia clave para el caso. Martín se la da en persona a Abelardo y su reacciona con el corazón partido al leer la carta. |                                  |                           |                      |
| 53 | «Sin escapatoria»                | 8 de abril de 2021        | 1.17                 |
| Salvador pasa por su peor momento, debe acompañar a sus hijos a ver a Frida en el hospital. Después de todo, mirar a los ojos a su exrehén provoca una crisis que no puede ocultar. |                                  |                           |                      |
| 54 | «Salvador en el ojo del huracán» | 9 de abril de 2021        | 1.15                 |
| Cantú y Robles llegan con una orden de allanamiento al taller de Salvador Terán. Revuelven todo, buscan la conexión que Sasha encontró entre Eric Bernard, el empresario canadiense y su jefe. |                                  |                           |                      |
| 55 | «Sin perderle pisada»            | 12 de abril de 2021       | 1.18                 |
| Sasha debe monitorear a Salvador, a sol y a sombra, a pedido de Abelardo. Pons sospecha que su hermana, Rafaela, le oculta algo y es necesario saber qué es. Cabrera tiene con qué presionar. |                                  |                           |                      |
| 56 | «Trabajo mental»                 | 13 de abril de 2021       | 1.15                 |
| Martín interroga a Salvador, trata de justificar la cancelación de su viaje hace dos días. Martín intenta refrescarle la memoria y aplica una de sus mejores técnicas, a lo cual, Salvador logra confesar que él fue quién secuestró a Frida. |                                  |                           |                      |
| 57 | «Culpable hasta la medula»       | 14 de abril de 2021       | 1.15                 |
| Salvador ya no puede más con la situación de Frida y una invitación familiar se convierte en otra tortura para el. Los recuerdos con Frida lo siguen atormentando y Rafaela le exige que se calme. Todos rezan por Frida, un neurocirujano la interviene una vez más. |                                  |                           |                      |
| 58 | «Una pérdida irreparable»        | 16 de abril de 2021       | 1.21                 |
| Debido a la gravedad de las lesiones en el cráneo de Frida, hace que la operación se complique y lamentablemente pierda la vida. Los Pons, sobre todo, Abelardo, Marcela y sus hijas, se hunde en la tristeza por perder a Frida; las autoridades van en la búsqueda del asesino. Ahora, el delito del casó se convierte en "homicidio doloso en primer grado", debido al hallazgo de la mejor pista, un destornillador ensangrentado. |                                  |                           |                      |
| 59 | «Salvador, único sospechoso»     | 19 de abril de 2021       | 1.21                 |
| Los Pons —de parte de Abelardo y Marcela— presentarán cargos contra Salvador Terán y Rafaela trata de convencer a la fiscalía que su esposo no tiene nada que ver con el asesinato de Frida. En la fiscalía, se elabora un libro de todos los supuestos casos de abuso de autoridad que ha hecho Martín Cabrera, sobre todo, en el caso de Frida Pons. |                                  |                           |                      |
| 60 | «Locuras de adolescente»         | 20 de abril de 2021       | 1.25                 |
| En el interrogatorio, Salvador debe responder a las preguntas que Martín y la fiscal Zambrano le realizan. El confiesa su relación secreta con su sobrina Frida y lo que a ella le impulsó a fugarse de su casa para vivir una aventura romántica al lado de él, un día después de su desaparición. |                                  |                           |                      |
| 61 | «La cruda realidad»              | 21 de abril de 2021       | 1.15                 |
| Salvador se presenta ante la corte para oír los cargos que se le imputan sobre el caso de Frida Pons, pero Abelardo pierde el control durante el juicio. Rafaela se acerca a hablar con sus hijos sobre lo que confesó Salvador, pero Ingrid tiene en la mente que su padre fue obligado a decir dichas declaraciones. |                                  |                           |                      |
| 62 | «La pesadilla apenas inicia»     | 22 de abril de 2021       | 1.07                 |
| Marcela va a la cárcel a visitar a Salvador. Ella le pide que lo vea con los ojos, para ver al hombre que fue capaz de abusar y asesinar a su propia sobrina. El encuentro entre Marcela y Salvador sube cada vez más de tono, cuando con ira, Salvador trata de decirle que el no le disparó y abusó a Frida. |                                  |                           |                      |
| 63 | «La defensa afila la puntería»   | 23 de abril de 2021       | 1.13                 |
| Rafaela y su abogado hacen que la audiencia de Salvador se adelante, siendo un caso repleto de irregularidades. Salvador podría usar una estrategia legal tratar de buscar justificación por lo que dijo en su confesión. |                                  |                           |                      |
| 64 | «El pasado lo condena»           | 26 de abril de 2021       | 1.18                 |
| Para Salvador, todo el destino se pone en su contra cuando una exalumna de él aparece para contar su dramática y dolorosa historia con Terán. Martín logra obtener información sobre qué hizo Salvador cuando era docente de universidad. Abelardo busca otra oportunidad con Marcela. |                                  |                           |                      |
| 65 | «Extraña conexión»               | 27 de abril de 2021       | 1.14                 |
| Cuando Laura dibuja, Marcela encuentra extrañas coincidencias plasmadas en sus dibujos. Pero todo se empieza a poner demasiado extraño cuando la hermanita menor de Frida no tiene contacto con los medios y ni nadie le dio información tan detallada de lo que Frida vivió con Salvador, hasta su muerte. |                                  |                           |                      |
| 66 | «El castigo a un violador»       | 28 de abril de 2021       | 0.96                 |
| Salvador ruega para que lo saquen del reclusorio, cuanto más rápido sea el tiempo de espera. Pero de ser necesario declararlo como una persona que padece de sus facultades mentales, su abogado piensa en trasladarlo a un reclusorio de máxima seguridad. La policía de investigación de la fiscalía sigue tras el arma homicida. |                                  |                           |                      |
| 67 | «La hija del imputado»           | 29 de abril de 2021       | 1.11                 |
| La fiscal Zambrano interroga a Rafaela y hace un énfasis importante en el perfil psicológico de Ingrid, como una posible víctima de su propio padre. Los sentimientos de Rafaela por Salvador empieza a ponerse inobjetables. |                                  |                           |                      |
| 68 | «Arranca el juicio»              | 30 de abril de 2021       | 1.09                 |
| En el juicio en contra Salvador, Marcela sube al estrado y testifica lo sucedido en el transcurso del caso, pero la defensa le hace una sola pregunta que incomoda a Marcela y a Martín, que también desacredita a los investigadores del caso y deja al jurado impresionados. |                                  |                           |                      |
| 69 | «Cabrera al estrado»             | 3 de mayo de 2021         | 1.25                 |
| Durante el juicio, la defensa contraataca. Rafaela denuncia acoso policial por parte de Martín Cabrera durante el caso de Frida y este debe responder ante el juez. Las artimañas legales dibujan el perfil de un policía de investigación con problemas mentales, sumándole una grabación que juega en su contra. |                                  |                           |                      |
| 70 | «Salvador espera la sentencia»   | 4 de mayo de 2021         | 1.08                 |
| En un día decisivo, el juez anunciará su veredicto sobre el caso de Frida Pons y la culpabilidad o no hacia Salvador Terán. Rafaela confiesa a sus hijos que teme por lo que pueda pasar ese día. |                                  |                           |                      |
| 71 | «Fuga por la paz»                | 5 de mayo de 2021         | 1.11                 |
| Rafaela y Salvador —junto con sus hijos— piensan en abandonar el país, pero su situación económica es complicada tras lo sucedido con Frida. La Fiscalía prepara otra demanda contra Terán y él no debe enterarse. Abelardo pierde la cabeza al saber que Salvador fue declarado inocente. |                                  |                           |                      |
| 72 | «¿Quién fue?»                    | 6 de mayo de 2021         | 1.26                 |
| Marcela le hace una vista a Salvador y lo interroga, sabe que él no mató a Frida y le pide una pista. Cantú y Cabrera revisan los movimientos bancarios de Rafaela, la cual, los lleva hasta Lorena y la enfrentan. |                                  |                           |                      |
| 73 | «Rafaela, sin opciones»          | 7 de mayo de 2021         | 1.02                 |
| Cada segundo que pasa, hace que se le complique la vida a Rafaela, no puede salir del país debido a la investigación que le hacen y el soborno a la testigo la pone más en riesgo. Debe responder más preguntas a la policía de investigación y también a las de Salvador, quien tiene su propia teoría. |                                  |                           |                      |
| 74 | «Por la verdad y la justicia»    | 10 de mayo de 2021        | 1.18                 |
| Rafaela y Salvador se encargan de limpiar su reputación ante la opinión de la gente. Abelardo desembolsaría una gran cantidad que sea para contratar a un sicario, con tal de que el asesino de Frida pague por lo que hizo. |                                  |                           |                      |
| 75 | «Creer o reventar»               | 11 de mayo de 2021        | 1.16                 |
| Marcela mientras sueña pesadillas, se percata de cuatro elementos que están relacionados con el asesinato de Frida. Rafaela complace a Salvador, demostrándole que todo esta bajo control mientras ella tenga poder. |                                  |                           |                      |
| 76 | «Silencio a cualquier precio»    | 12 de mayo de 2021        | 1.38                 |
| Tras ver la noticia de que fue hallado algunas evidencias claves para caso de Frida, Rafaela corre a ver a Sasha y en instantes la elimina del mapa, tras saber demasiado y matándola con varios golpes en la cabeza. La fiscalía interviene una llamada que Robles le hace a Abelardo y logran obtener una pista. |                                  |                           |                      |
| 77 | «Descifrar el hallazgo»          | 13 de mayo de 2021        | 1.22                 |
| La fiscalía llega para realizar el peritaje de la escena del crimen en la casa de Sasha, Cabrera logra dar con una pista. No se descarta una teoría de robo, pero se sospecha que este relacionado al caso de Frida. Abelardo le pide a Robles, atentar contra la vida de Salvador tras lo que le hizo a Frida. |                                  |                           |                      |
| 78 | «Es el gran día»                 | 14 de mayo de 2021        | 1.21                 |
| Robles le avisa a Abelardo que llegó la hora de cumplir con la misión que le pidió de asesinar a Salvador Terán, con un arma de alto calibre; sin embargo, el plan falla cuando Martín se interpone, salvando la vida de Terán. Los hijos de Rafaela, entran a su recámara, principalmente en su armario para buscar las pruebas que la puedan culpar. |                                  |                           |                      |
| 79 | «Auxilio»                        | 17 de mayo de 2021        | 1.11                 |
| Tomás ya no aguanta más el caos que hay entre la familia Terán Pons, por lo que decide ir a la policía y de igual forma, buscando apoyo en casa de Diego. La fiscal Zambrano ordena de inmediato la protección para Tomás e Ingrid, pero la hermana vuelve a sufrir otra crisis. |                                  |                           |                      |
| 80 | «Todo esta perdido»              | 18 de mayo de 2021        | 1.19                 |
| La fiscalía tiene en su poder la prueba conclusiva que necesitaba para llegar a Rafaela, Salvador le aconseja a Rafaela entregarse a las autoridades. La fiscal Zambrano tiene una propuesta para Salvador y se ven a escondidas de Rafaela, pero ella descubre lo que Salvador y Zambrano traen en manos. |                                  |                           |                      |
| 81 | «La última cena»                 | 19 de mayo de 2021        | 1.16                 |
| Llega la noche de Año Nuevo, Salvador y Rafaela brindan como pareja y la pasan juntos sin Tomás e Ingrid. Pero al sentirse traicionada por Salvador, Rafaela prepara su venganza, droga a Salvador para dejarlo inconsciente y poder así asesinarlo para hacer creer que Salvador se suicidó al estar el solo. Abelardo convence a Rafaela para que venga sola a pasar esa noche con sus hijos y el resto de los Pons para poder así eliminar a Salvador, sin saber que Rafaela ya hizo el trabajo sucio. |                                  |                           |                      |
| 82 | «El monstruo confesó»            | 20 de mayo de 2021        | 1.40                 |
| Rafaela cambia los planes de su estrategia para hacer creer que Salvador se suicidó pero las dudas empiezan a surgir en donde sea. Siendo muy prematuro para sacar conclusiones, la fiscalía indaga la hipótesis si en realidad Salvador se quitó la vida o fue asesinado. |                                  |                           |                      |
| 83 | «Fugitiva»                       | 21 de mayo de 2021        | 1.30                 |
| La fiscalía da una orden de aprensión para arrestar a Rafaela, tras descubrir que ella fue quién hirió de muerte a Frida y asesinó a Sasha y Salvador. Rafaela se entera de que la justicia va tras de ella y con Ingrid de rehén, logra escapar a un lugar abandonado para poderse refugiar; sin embargo, comete un error que hace que la policía y Abelardo, logren dar con su paradero. |                                  |                           |                      |
| 84 | «Fuego cruzado»                  | 24 de mayo de 2021        | 1.40                 |
| Tras una larga persecución policiaca y de haber forcejeado con Abelardo, Rafaela responde con fuego cruzado a la policía, desatando un enfrentamiento entre ambos lados, la cual, Cantú también resulta herida; sin embargo, Cabrera persigue a Rafaela, se enfrentan a tiros y logra ser capturada por él. Tres años después, Abelardo visita a una desolada Rafaela en el reclusorio femenil, diciéndole que sus hijos iniciarán una nueva vida en Europa para continuar sus estudios y le deja una carta que Ingrid le escribió para ella. Antonio visita a Gaby para cuidar a su hija mientras ella se va a una entrevista de trabajo; logra hacer las paces con su hijo Diego cuando este lo invita a ver un partido de futbol, sin embargo, le llega a Antonio una notificación en redes sociales donde Ángel logró contraer nupcias con otro hombre, lo cual, lo hace sentir triste al no haber luchado por el hombre que amaba y feliz por verlo bien en su nueva vida. Marcela es entrevistada en una librería tras sacar su libro basado en lo que ella y su familia vivieron en el caso de Frida y mientras esta en una sesión de firma de libros, Martín acude con su libro para verla y la invita a salir, ella acepta y le firma su libro. Martín ve en el libro la firma que Marcela le dejó, ella nunca ha dejado de amarlo, lo cual, hace ver a Martín que entre ellos dos hay una segunda oportunidad. |                                  |                           |                      |